# HD 165687
HD 165687，又名BD-17 5028，SAO 161093、HR 6769，是一颗恒星，视星等为5.52，位于銀經12.75，銀緯1.51，其B1900.0坐标为赤經18h 2m 0.4s，赤緯-17° 1.51′ 4″。